# Động đất Port Vila 2002
Động đất Port Vila 2002 (tiếng Anh: 2002 Port Vila earthquake) là trận động đất xảy ra vào lúc 04:22:48 (UTC+11), ngày 3 tháng 1 năm 2002. Trận động đất có cường độ 7.2 richter, tâm chấn độ sâu khoảng 21 km. Không có báo cáo thiệt hại về người và tài sản sau trận động đất.